# Hermann Flick
Hermann Flick (* 22. November 1905 in Kehl, Baden; † 19. Januar 1944) war ein deutscher Fußballspieler.

## Laufbahn
In seiner Vereinskarriere spielte Flick von 1916 bis 1931 für den TuS Duisburg 48/99, von 1931 bis 1936 bei Guts Muts Dresden, ehe er seine Karriere von 1936 bis 1938 beim TuS Duisburg 48/99 beendete. Mit Duisburg trat er in seiner ersten Phase in der Bezirksklasse beziehungsweise 1929/30 und 1930/31 in der Bezirksliga Niederrhein an. Durch intelligente Spielweise und umsichtige Ballverteilung machte er als rechter Läufer und Mittelläufer auf sich aufmerksam und wurde deshalb auch in die Auswahl von Westdeutschland berufen. Er gehörte auch dem Spieleraufgebot in den drei legendären Halbfinalpaarungen im Wettbewerb um den Bundespokal 1927/28 gegen Norddeutschland an. Das erste Spiel am 8. Januar 1928 endete in Hamburg nach Verlängerung 4:4-Remis; im ersten Wiederholungsspiel am 5. Februar 1928 in Duisburg trennte man sich wiederum nach Verlängerung mit 2:2, ehe sich die Norddeutschen am 1. April in Altona mit einem 2:1-Erfolg nach Verlängerung durchsetzen konnten. In allen drei Spielen war die westdeutsche Auswahl in der Läuferreihe mit Hermann Flick, Hans Gruber und Konrad Heidkamp angetreten. Auch im folgenden Jahr 1928/29 schied Flick mit Westdeutschland im Bundespokal im Halbfinale – 1:2-Niederlage gegen Brandenburg – aus.
Sein einziges Länderspiel bestritt er am 20. Oktober 1929 beim 4:0-Sieg der deutschen Mannschaft über Finnland. Reichstrainer Otto Nerz hatte dabei mit Torhüter Wilhelm Blunk, Flick, Karl Schulz, Willi Völker, Fritz Szepan und August Sackenheim sechs Debütanten zum Einsatz gebracht. Der ausgebildete Kaufmann setzte berufsbedingt ab 1931 seine Karriere bei Guts Muts Dresden in Sachsen fort. Von 1933 bis 1936 trat er mit seinem neuen Verein in der Gauliga Sachsen an. Nach seiner Rückkehr nach Duisburg lernte er in den zwei Runden 1936/37 und 1937/38 bei 48/99 auch die Spielstärke der Gauliga Niederrhein kennen.
Hermann Flick fiel im Zweiten Weltkrieg an der Ostfront bei Leningrad.